# 宮下マキ
宮下 マキ（みやした まき、1975年 - ）は、日本の写真家。
鹿児島県出身。
1997年ガーディアン・ガーデン第10回写真ひとつぼ展グランプリ受賞。
2001年文化庁在外派遣研修員としてN.Yに渡米。
帰国後は東京を拠点とし、雑誌、広告、グラビア、ポートレート撮影から家族写真まで幅広く活動している。東京在中。一児の母。

## 略歴
- 1997年 ガーディアン・ガーデン第10回写真ひとつぼ展グランプリ受賞。
- 1998年〜 ガーディアン・ガーデン「部屋と下着」個展以降は様々なギャラリーで個展を開催。水戸芸術館現代美術ギャラリー「プライベートルームII」グループ展をはじめニューヨーク、イスラエル、オーストラリア、スウェーデンなど国内外でのグループ展にも多数参加。
- 2001年 文化庁在外派遣研修員としてN.Yに渡米。

## 作品
- 「部屋と下着」（小学館）
- 「short hope」（赤々舎)
- 「その咲きにあるもの」(河出書房新社)